# 埃伯劳
埃伯劳是奥地利布尔根兰州居辛县的一个市镇。总面积30.75平方公里，总人口1082人，人口密度35.2人/平方公里（2001年）。